# 法尔计划
法尔计划是为预备加入欧盟国家提供并由欧洲联盟提供资金的三个工具之一，旨在援助位于中欧和东欧的申请国及协助其加入欧盟的准备工作。
该方案最初创建于1989年，被称为《波兰和匈牙利：援助改革其经济 (PHARE)》计划，后来计划扩大，由原先的波兰和匈牙利扩展为涵盖现在的11个国家。它协助了2004年加入的10个新成员国中的8个国家，包括：波兰、匈牙利、捷克、斯洛伐克、爱沙尼亚、拉脱维亚、立陶宛和斯洛文尼亚，以及2007年加入的保加利亚、罗马尼亚，2013年加入的克罗地亚。支援了这一时期的大规模经济和政治改革。法尔（Phare）在法语里是灯塔的意思。
直到2000年，西巴尔干六国(如塞尔维亚、波斯尼亚和黑塞哥维那、阿尔巴尼亚、北马其顿、蒙特內哥羅、科索沃)也受益于法尔方案。自2001年起，CARD计划（共同体支援巴尔干地区重建、发展、和稳定的计划）为这些国家提供了新的财政援助。

## 目标
1. 加强和提高欧盟内部公共行政和机构效率。
2. 促进与欧洲联盟在广泛立法（共同体法律）方面的合作，并减少过渡时期的需要。
3. 增强经济和社会的凝聚力。[1]

这些方向进一步完善，在1999年创造的SAPARD和ISPA，两个计划分别在农村和农业发展(SAPARD)和基础设施项目在环境和运输领域(ISPA)提供援助，也使得法尔计划可以把重点放在其主要优先事项。 
鉴于所有原先有资格获得法尔方案援助的国家已经加入欧盟，法尔计划的范围也作出了相应的改变。 虽然2003年是计划中援助新会员国的最后一年，但是正在承包的项目一直持续到2005年，并且根据合同这些项目的支付要到2006年。 而2004年开始新会员国也开始履行自己的义务来完全承担这一计划的实施。